# إي. لي سبينس
إي. لي سبينس (بالألمانية: Edward Lee Spence)‏ هو صحفي ومصور ومؤرخ وكاتب ألماني، ولد في 6 نوفمبر 1947 في ألمانيا.